# Camillo Di Pietro

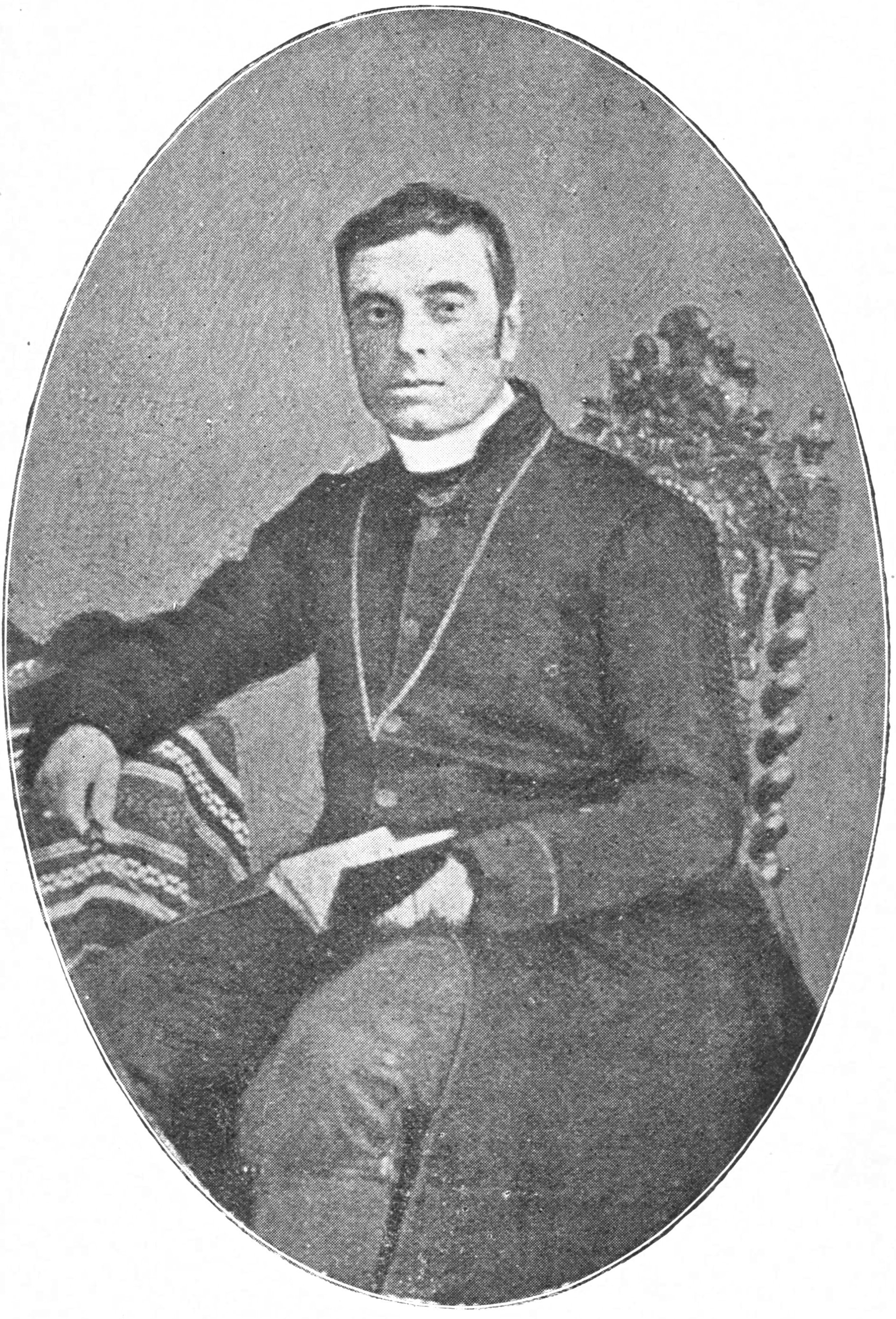
Camillo Kardinal di Pietro

Camillo Di Pietro (* 10. Januar 1806 in Rom; † 6. März 1884 ebenda) war päpstlicher Diplomat und Kurienkardinal der römisch-katholischen Kirche.

## Leben
Camillo Di Pietro, Großneffe von Kardinal Michele Di Pietro (1747–1821), studierte am Collegio Romano. 1827 fiel der 21-Jährige Papst Leo XII. auf, als er sich an der öffentlichen Disputation De historia ecclesiastica beteiligte. 1829 wurde ihm der Titel eines Päpstlichen Hausprälaten verliehen, im Folgejahr hielt er bei der Totenmesse für den verstorbenen Papst Pius VIII. die Homilie. Dessen Nachfolger Gregor XVI. ernannte ihn 1833 zum Apostolischen Delegaten in Orvieto, im Folgejahr entsandte er Di Pietro in gleicher Funktion nach Spoleto. Am 2. Juni 1839 wurde er zum Diakon geweiht, zwei Wochen später empfing er die Priesterweihe.
Am 8. Juli 1839 ernannte ihn Gregor XVI. zum Titularerzbischof von Berytus. Die Bischofsweihe spendete ihm sechs Tage später Kardinal Chiarissimo Falconieri Mellini, Erzbischof von Ravenna; Mitkonsekratoren waren Ignazio Giovanni Cadolini, Sekretär der Kongregation De Propaganda Fide, und der Apostolische Nuntius Fabio Maria Asquini. Am 30. Juli 1839 wurde Di Pietro zum Apostolischen Nuntius im Königreich beider Sizilien ernannt. Dort gelang es ihm, ein gutes Verhältnis zwischen dem Königreich und dem Kirchenstaat herzustellen. Weniger Glück hatte er ab 1844 in Portugal, wo er zunächst als Internuntius, ab 1847 als Nuntius tätig war. Dennoch wurde 1853 der Grundstein für die Reorganisation des Jesuitenordens im Land gelegt.
Papst Pius IX. nahm ihn am 19. Dezember 1853 in pectore in das Kardinalskollegium auf, die Ernennung wurde am 16. Juni 1856 bekanntgegeben. 1858 musste er aufgrund diplomatischer Konflikte Portugal verlassen, wobei ihm Kardinalstaatssekretär Giacomo Antonelli nahelegte, nicht nach Lissabon zurückzukehren. Kardinal Di Pietro war Anfang der 1860er-Jahre einer der wenigen Kirchenfürsten, die einen Ausgleich mit dem neuen Königreich Italien suchten. Pius IX. nahm ihn am 20. September 1867 in die Klasse der Kardinalbischöfe auf und wies ihm das suburbikarische Bistum Albano zu. Von 1869 bis 1870 nahm Kardinal Di Pietro als Konzilsvater am Ersten Vatikanischen Konzil teil. Nachdem der Kirchenstaat 1870 ins Königreich Italien eingegliedert wurde, suchte er auch hier einen Weg des Ausgleichs, bestand aber auf dem Schutz des Katholizismus vor staatlichen Eingriffen. Am 12. März 1877 wurde er Kardinalbischof von Porto e Santa Rufina. Nach dem Tod Pius’ IX. im Februar des Folgejahres dämmte er Vorschläge ein, das Konklave außerhalb Italiens durchzuführen.
Papst Leo XIII. ernannte ihm am 28. März 1878 zum neuen Kardinalkämmerer der Heiligen Römischen Kirche. Am 15. Juli desselben Jahres wurde Di Pietro zum Kardinaldekan und damit ranghöchsten Kardinal gewählt. Nachdem er zunächst zu Leos engstem Beraterkreis gehörte, überwarfen sich die beiden aufgrund politischer Differenzen.
Kardinal Di Pietro starb im März 1884 und wurde auf dem römischen Friedhof Campo Verano beigesetzt.